# Прощання
«Прощання» — драматичний твір Лесі Українки.

## Дійові особи
«Прощання» — діалог між хлопцем і дівчиною («Дівчина в гостях, його мила, не коханка, не заручена, — мила») на одну дію.

## Історія написання і публікацій
Вперше надруковано у виданні: Леся Українка. Твори. Т. XI. К., Книгоспілка, 1929, crop. 163 — 170.
В архіві зберігається чорновий автограф, без дати.
Датується орієнтовно 1896 роком на підставі аналізу почерку і паперу.